# Жерар Дельбек
Жерар Дельбек (фр. Gérard Delbeke; 1 вересня 1903, Рейселеде, Бельгія — пом. 22 жовтня 1977) — бельгійський футболіст, що грав на позиції нападника. По завершенні ігрової кар'єри — тренер.
Виступав за клуб «Брюгге», а також національну збірну Бельгії.

## Клубна кар'єра
У дорослому футболі дебютував 1923 року виступами за команду клубу «Брюгге», кольори якої захищав протягом усієї своєї кар'єри гравця, що тривала одинадцять років. 

## Виступи за збірну
1930 року провів один матч у складі національної збірної Бельгії.
У складі збірної був учасником чемпіонату світу 1930 року в Уругваї.

## Кар'єра тренера
Розпочав тренерську кар'єру відразу ж по завершенні кар'єри гравця, 1933 року, очоливши на рік тренерський штаб клубу «Брюгге».
Останнім місцем тренерської роботи був клуб «Брюгге», головним тренером команди якого Жерар Дельбек удруге був з 1939 по 1945 рік.